# Яркин, Вячеслав Георгиевич
Вячеслав Георгиевич Яркин (род. 19 ноября 1997, Сочи, Краснодарский край) — российский тяжелоатлет, пятикратный чемпион России, мастер спорта России международного класса. Установил 9 рекордов России.

## Карьера
Воспитанник сочинского спорта, тренируется у своего старшего брата Владислава Яркина.
Серебряный призёр юношеских Олимпийских игр 2014 года.
В июне 2017 года завоевал бронзу на юниорском чемпионате мира в категории до 77 кг.
Серебряный призёр Универсиаде 2017 года в категории до 77 кг. В 2021 году стал чемпионом страны среди взрослых.
В августе 2025 года на чемпионате России в Санкт-Петербурге в категории до 81 кг завоевал серебряную медаль с результатом 333 кг по сумме двоеборья. В упражнении "толчок" стал вторым, а в рывке был третьим.
Студент Сочинского филиала РУДН.